# UCoz
uCoz ist ein kostenloser modularer Website-Baukasten. Aktuell zählt das System über 1.200.000 erstellte Websites. uCoz befindet sich laut Alexa Internet auf dem 8. Platz der populärsten Websites/Ressourcen in Russland.

## Geschichte
Die russischsprachige Version der uCoz Web-Services erschien am 29. Oktober 2005 nach fast einem Jahr Entwicklungsarbeit. Im Juni 2007 wurde die offizielle englischsprachige Version und im August 2008 die deutschsprachige Alpha-Version veröffentlicht. Aktuell sind auch spanische und ukrainische sowie französische und ungarische Versionen verfügbar.

## Möglichkeiten des Systems
- Globale Benutzerkonten
- über 235 Templates
- Benutzerdefinierte Designs – ermöglicht ein eigenes Design zu entwerfen oder ein existierendes anzupassen.
- 400 Megabyte Webspace sofort nach der Registrierung. Weiterhin wächst der Webspace abhängig von den Besucherzahlen der Website an.
- Third-Level-Domains können 21 verschiedenen Zonen ausgewählt werden. Zusätzlich können MX Resource Records gesetzt werden
- FTP-Zugang.
- Support-Dienst.
- WYSIWYG – Online Editor.
- Backup (Datensicherung)
- RSS-Import und -Export
- Auszeichnungen für Websitebenutzer
- Automatische Erstellung einer Sitemap-Datei

## Module
uCoz CMS Plattform beinhaltet Module, die zur Erstellung von Websites verwenden werden können. Alternativ können manche Module auch einzeln Verwenden werden um beispielsweise einen Blog, ein Forum usw. zu erstellen:
- Verwaltung der Benutzerkonten auf der Website
- Forum
- Blog
- Fotoalben
- Gästebuch
- Artikelverzeichnis
- Erstellung eines Mini-Chat für die Website mit benutzerdefiniertem Design und automatischer Zensur
- Fertige Designs und Funktionen, die zur Website hinzugefügt werden können
- News (Nachrichten)
- Analyse und Veröffentlichung der Webstatistik
- Dateiverzeichnis
- Kleinanzeigen
- Frequently Asked Questions
- Testieren der neuen Features vor der Aktivierung
- Online-Umfragen
- Webformulare
- interne Suchmaschine

## Gebührenpflichtige Leistungen
- Entfernen des uCoz Copyrights.
- Entfernen des Werbebanners.
- Sofortige Erweiterung des Webspace um bis zu 10 GB